# Штјеновицки Борек
Штјеновицки Борек (чеш. Štěnovický Borek) је насељено мјесто са административним статусом сеоске општине (чеш. obec) у округу Плзењ-град, у Плзењском крају, Чешка Република.

## Становништво
Према подацима о броју становника из 2014. године насеље је имало 534 становника.